# Zile
Zile, és un poble i un districte de la província de Tokat, a Turquia.

## Història
Zela fou una ciutat de l'interior del Pont, a la riba esquerra del riu Iris, prop de la frontera amb Galàcia, i al sud-oest d'Amasia, suposadament construïda en un turó artificial construït per la reina Semíramis però que Hirtius diu que era un turó natural.
Realment fou l'antic establiment comercial assiri anomenat Durchamit que després fou la hitita Durmitta. Res se sap entre el 1185 aC i el 546 aC, data en què va passar a Pèrsia i fou centre d'adoració de la deessa Anaitis o Anahita a qui els perses van construir un temple en commemoració d'una victòria sobre els escites, essent governada per un sacerdot com a cap d'una ciutat estat independent sota sobirania persa coneguda per Zelonitis o Zeletis. Després del 334 hi van imposar el seu domini els reis del Pont.
No fou una ciutat important fins que Gneu Pompeu, després de la victòria sobre Mitridates VI Eupator la va elevar al rang de ciutat (65 aC), va incrementar la seva població i en va ampliar les muralles.
És cèlebre per la victòria obtinguda per Mitridates VI Eupator contra els romans dirigits per Luci Valeri Triari, lloctinent de Luci Licini Lucul·le el 67 aC, i per aquesta causa Lucul·le fou cridat a Roma i substituït per Geneu Pompeu.
Una altra batalla es va lliurar a la seva rodalia el 2 d'agost del 47 aC durant la Segona Guerra Civil de la República de Roma en la qual Juli Cèsar va derrotar a Farnaces II del Pont, i en la qual va pronunciar la famosa frase: Veni, vidi, vici.
Fou part dels dominis assignats a la reina Pitodoris al final del segle i aC i de l'anomenat Pont Polemoniac, que va passar a l'Imperi romà en temps de Neró el 64 aC. Inclosa ja abans a la província de Capadòcia com a part del Pont Capadoci, fou transferida a la de Galàcia en temps de Neró. Al segle iv s'inclogué a l'Hel·lenopont.
Durant el segle iv s'hi va celebrar un concili dels arrians. Fou seu d'un bisbe al segle iv i s'esmenten alguns bisbes: Heracli (present al concili de Nicea el 325), Àtic (present al concili de Calcedònia el 451), Hyperequios (el 458), Jordi (el 692), Constantí (el 787) i Pau (el 879). Segons el "Acta Patriarchatus Constantinopolitani" de Miklosich i Muller, hi havia bisbe a Zela encara el 1315 sufragani d'Amasia, però després la seu fou suprimida.
El 625 fou atacada i parcialment destruïda per Khusraw II de Pèrsia i pràcticament fou abandonada quedant reduïda a un llogaret. Va ser ocupada pels turcs el 1397.